# كوري تيندلو
نانسي صوفي كورنيلي «كورّي» تيندلو (3 سبتمبر 1897-18 أكتوبر 1956)، محامية هولندية ونسوية وسياسية خدمت في مجلس النواب عن الرابطة الديمقراطية للتفكير الحر من عام 1945 حتى عام 1946، ثم في حزب العمل المشكل حديثًا حتى وفاتها عام 1956. ولدت تيندلو في الهند الشرقية الهولندية، ودرست القانون في جامعة أوتريخت، وأجرت خلال تلك الفترة اتصالات مع شخصيات ضمن حركة حقوق المرأة. أصبحت ناشطة سياسيًا في ثلاثينيات القرن العشرين وانتُخبت في مجلس مدينة أمستردام لصالح الرابطة الديمقراطية للتفكير الحر عام 1938. عُيّنت تيندلو بعد الحرب العالمية الثانية، عضوةً في مجلس النواب عن الرابطة الديمقراطية للتفكير الحر في برلمان الطوارئ الوطني، الذي تشكّل لإعادة بناء البلاد وتنظيم الانتخابات. اندمجت الرابطة الديمقراطية للتفكير الحر مع أحزاب أخرى في حزب العمل، والذي مثلته تيندلو في البرلمان. حجزت مقعدها في اثنين من اللجان المنتقاة، وتحدثت لصالح حقوق المرأة.
ساعدت في ضمان حق الاقتراع العام للمستعمرات الهولندية سورينام وكوراساو في عام 1948. نجحت في أوائل عام 1955 في طرح قضية المساواة في الأجور، وتقدمت في وقت لاحق من ذلك العام باقتراح لإلغاء الحظر المفروض على توظيف النساء المتزوجات في الدولة. لعبت في العام التالي دورًا فعالًا في تقديم تشريع من شأنه أن يبدأ في إنهاء النسخة الهولندية من قانون الوصاية، وهو مبدأ قانوني يعود إلى القرن التاسع عشر والذي بموجبه تُعتبر النساء المتزوجات غير مؤهلات للتصرف نيابة عن أنفسهن، ومُنعن من أداء أعمال مثل فتح حساب مصرفي بدون إذن الزوج. توفيت تيندلو في أكتوبر 1956، قبل أن تصبح أي من قضايا حقوق المرأة التي كافحت من أجلها قانونًا. نُسيت إلى حد كبير بعد وفاتها، حتى خلال الموجة الثانية من الحركة النسوية في ستينيات وسبعينيات القرن العشرين. بُذلت جهود في القرن الحادي والعشرين للتعريف بإنجازاتها بشكل أفضل.

## النشأة والحياة المهنية
ولدت نانسي صوفي كورنيلي «كوري» تيندلو في 3 سبتمبر 1897 في تيبينغ تينغي، في سومطرة، وهي جزء من جزر الهند الشرقية الهولندية. كانت والدتها، جين كورنيلي ستاملر، من عائلة ميسورة الحال، وكذلك والدها، الموظف الحكومي رفيع المستوى هنري تيندلو. توفي والدها عندما كانت في الخامسة من عمرها، وانتقلت والدتها مع أطفالها الثلاثة إلى هولندا. التحقت كورّي بالمدرسة الابتدائية في أمرسفورت والمدرسة الثانوية في ليدن. انتقلت العائلة في عام 1916 إلى أوتريخت. حصلت بعد ذلك بعامين على دبلوم في تدريس اللغة الإنجليزية، وبدأت التدريس في مدرسة ثانوية محلية، وبقيت في الوظيفة حتى عام 1921. أصبحت أيضًا مترجمة معتمدة للغة الإنجليزية. بدأت تيندلو في عام 1919 بدراسة القانون في جامعة أوترخت، وتخرجت في عام 1924. التقت عندما كانت طالبة بناشطات حقوق المرأة، ومثّلت جمعية طالبات أوترخت في مجلس النساء الهولندي.
تضاءلت الحركة النسائية في هولندا خلال أيام دراستها. ركزت الموجة الأولى من الحركة النسوية في هولندا على حق المرأة في التصويت والترشح للبرلمان. بعد أن أصبحت هذه المطالب قانونًا في عام 1919، واصلت أقلية من النسويات الكفاح من أجل المساواة في جوانب أخرى من الحياة.
انضمت في عام 1924 إلى شركة المحاماة بيرين وفولكرز، ثم بدأت العمل كمحامية مستقلة في أمستردام في عام 1927، وتخصصت في قضايا المرأة بما في ذلك الطلاق. واجهت حالات تتعلق بأوجه عدم المساواة للنساء خلال عملها المجاني لصالح فيرنينغ أنز هاز (جمعية بيتنا)، وهي جمعية لتعزيز الإسكان الاجتماعي. تطوعت كسكرتيرة لنادي النساء الهولندي، وهو المنصب الذي شغلته حتى عام 1937. عاشت في جمعية الإسكان التعاوني ذا نيو هاوس، وهي مجمع سكني للنساء غير المتزوجات في أمستردام، وعملت أيضًا كمديرة لها.

## بداية مسيرتها السياسية

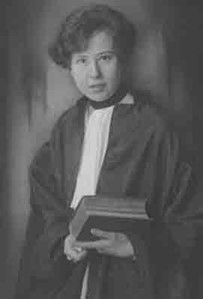
كوري تينديلو، 1926

أصبحت تيندلو ناشطة سياسية في ثلاثينيات القرن العشرين. انضمت إلى الرابطة الديمقراطية للفكر الحر، وهو حزب سياسي تأسس عام 1901 على أساس برنامج يؤكد حق الاقتراع العام. انضمت أيضًا إلى جمعية النساء ذوات التعليم العالي، وعُينت في دور قيادي في عام 1933. تمثل الموقف المحوري لجمعية النساء ذوات التعليم العالي في قدرة المرأة على العيش حياة مرضية من خلال التحصيل الأكاديمي ودون الحاجة إلى الزواج. انتقدت المنظمة قيود الدولة على حق المرأة المتزوجة في البحث عن عمل. انضمت تيندلو أيضًا إلى جمعية مصالح المرأة والمساواة في المواطنة، وأصبحت رئيسة لجنة الشباب التابعة لها. تأسست المنظمتان لتعزيز المساواة في حقوق المرأة وتعزيز مشاركتها في الحياة العامة وتقدم المجتمع، إذ روجتا للتغيير في ثلاث مراحل: الوعي والمساواة القانونية والمساواة العملية.
نظمت تيندلو كرئيسة للجنة الشباب في جمعية مصالح المرأة والمساواة في المواطنة مع غيرها من النسويات مثل فيلامين بوستوموس فان دير خوت، احتجاجات في جميع أنحاء البلاد في عام 1937، عندما ناقش البرلمان مشروع قانون الوزير كارل روم لحظر النساء المتزوجات من العمل بأجر.
أدى دورها في الاحتجاجات إلى ترشيحها من قبل الرابطة الديمقراطية للتفكير الحر كمرشحة في انتخابات مجلس مقاطعة شمال هولندا. لم تفز بمقعد، لكن أداءها أكسبها مكانًا في قائمة المرشحين في انتخابات مجلس مدينة أمستردام. انتُخبت تيندلو في مجلس مدينة أمستردام في عام 1938 وظلت نشطةً في جمعية مصالح المرأة والمساواة في المواطنة، إذ نظمت حملات من أجل توعية الرجال لرؤية النساء على قدم المساواة في القوى العاملة التي يمكن أن تسهم في تقدم المجتمع، وليس فقط الحياة الأسرية.
اعتقدت أن تغيير نظرة المجتمع للمرأة، سيؤدي على إعادة صياغة القوانين التمييزية التي عفا عليها الزمن. عُلقت إجراءات مجلس المدينة عام 1941 من قبل نظام الاحتلال الألماني خلال الحرب العالمية الثانية. أعربت تيندلو عن تعاطفها عن طرد أعضاء المجلس اليهودي كجزء من عمليات الهولوكوست.

## المناقشات حول المساواة في الأجور
ناقشت تيندلو موضوع المساواة في الأجور في مجلس النواب في مارس 1955. جادلت في عمود في صحيفة هيت فرجي فولك بأن حركة حقوق المرأة بدأت في الدعوة إلى المساواة في الأجور في عام 1898، وقدمت قضيتها في عصبة الأمم والأمم المتحدة وفي نهاية المطاف منظمة العمل الدولية، التي اعتمدت في عام 1951 اتفاقية المساواة في الأجور. قبلت الحكومة الهولندية المساواة في الأجور من حيث المبدأ لكنها عارضت الموافقة والتنفيذ، على أساس وجوب سد فجوة الأجور البالغة 30% بمرور الوقت وليس دفعة واحدة. ناقشت تيندلو بأن الاتفاقية لا تتطلب إغلاقًا فوريًا لفجوة الأجور. اتفقت هي وثلاث عضوات أخريات مع الحكومة على أن التقدم يجب أن يكون تدريجيًا، واقترحت تيندلو مدة زمنية بلغت أكثر من ثماني سنوات.
زعمت الحكومة أن الأمر متروك للقطاع الخاص لإعطاء الأولوية للمساواة في الأجور، بينما أكدت تيندلو بأن أي شيء يتعلق بحقوق المرأة سينتهي به الأمر في أسفل قائمة الأولويات. قالت الحكومة إن المساواة في الأجور ستضر بالاقتصاد، فأشارت تيندلو إلى أن الوقت اللازم للتعامل مع ضريبة العدالة الاجتماعية، سيكون أثناء النمو الاقتصادي.
قدمت تيندلو وستة آخرون اقتراحًا يدعو الحكومة إلى توقيع اتفاقية المساواة في الأجور وتنفيذها في أسرع وقت ممكن. مُرر الاقتراح بأغلبية 47 صوتًا مقابل 39 صوتًا ضده، مع وجود أصوات حاسمة لصالح حزب كريستين وتيوال فان ستويتويغن، والاتحاد التاريخي المسيحي. لم تعمل الحكومة على ذلك.